# Гафіз
Гафіз (також хафіз, араб. حافظ, ḥāfiẓ) — мусульманин, що знає напам’ять весь текст Корану та уміє тлумачити і роз’яснювати його. Таких людей називають "Хафіз аль-кур'ан". Хафізами також називають людей, що знають напам'ять десятки тисяч хадисів з ланцюгами їх переповідачів, а також особисті якості переповідачів хадисів, їх надійність, правдивість, похибки й помилки.

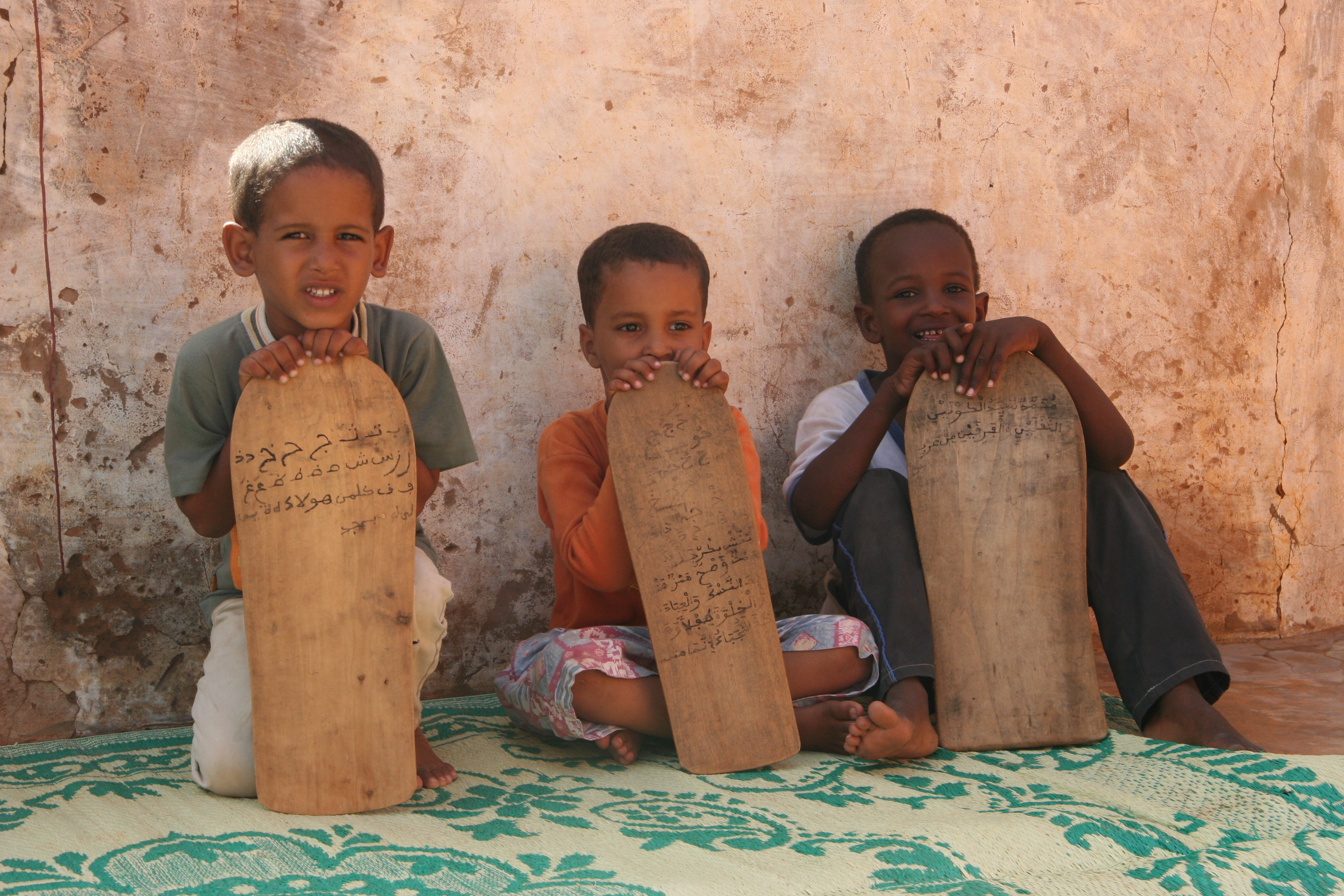
Діти, що вивчають Коран у Мавританії

Усна традиція відігравала велику роль у збереженні ісламської спадщини та першоджерел. Аяти Корану і хадиси ще за життя пророка Мухаммада спеціально вивчалися напам'ять і передавалися з покоління в покоління. Хранителями ісламської спадщини були хафізи. Усна традиція передачі Корану і хадисів триває досі поруч з писемною.